# مليانا
مليانا هي مدينة في تيمور الشرقية، تقع في بلدية بوبونارو، بلغ عدد سكانها 15,800 نسمة.